# スポットライト (漫画)
『スポットライト』は、里中満智子による日本の漫画。『なかよし』（講談社）にて1975年1月号から1976年9月号まで連載された。

## あらすじ
幼い頃から母に芸能界入りの夢を託されて育った山科望。しかし彼女は芸能界に興味はない上、レッスンスクールでも「才能がない」とまで言われたこともあり、母の期待をプレッシャーにすら感じていた。しかしある日、たまたま開けた押し入れの中からスクラップ記事から母が元女優だったことを知り、そして母が有名監督・夏目誠士の娘・美果をテレビで見た瞬間に癇癪を起こしたことから、気持ちに変化が現れる。中学2年生になった望は、テレビ番組として放送される形式のオーディションを受ける。不合格ではあったが、そこで知り合ったアイドル・風間淳に触発され、同時に審査員として来ていた有名女優・北原麻衣に「付き人になって欲しい」と頼まれ、さらに有名な夏目からも才能を褒められ弟子入りを打診される。迷う望だったが、夏目はお世辞など言う性格ではない、褒めてくれたのなら素直に受け取った方がいい、という母のアドバイスにより、夏目家へ。そして母も、望が主演デビューをするまでは会わないと通告する。夏目家に居候をして、美果の付き人をしながら芸能界を目指す望だが、焦りから進藤の事務所に移籍する。夏目家を出た望は、アイドル歌手として売り出し、一旦は成功をするが……。
芸能界の厳しさ、試練を経験し、母に振り回されながらも本格派女優となってゆく望の姿を描く。夏目と北原を始めとする登場人物の台詞、ストーリー展開などに、アイドル歌手の売り出し方など芸能界の裏の部分などが多く描かれている。

## 登場人物
山科望
本作のヒロイン。物心がつく前に父と死別(母の籍に入っている様子)極貧母子家庭で育ったが、母の希望で歌とダンスのレッスンに通っていた。その事を理由に同級生から嘲笑・後ろ指を指されたりなどのいじめを受け孤立。しかし母の真意を知って中学在学中にオーディションを受ける。これを機に夏目に見出されて、美果の付き人として芸能界を目指すが、映画出演をさせようとしていた夏目の本心を見抜けずに進藤の口車に乗り、夏目を怒らせて家を出る事に。そして進藤の事務所へ移籍後、彼のバックアップでアイドル歌手としてデビュー。50万枚を売り上げたデビュー曲。脇役ながらもドラマに出演していたが週刊誌で中傷を受けたり、母の出しゃばった行動が元で仕事を干されてしまう。その後、母が進藤とトラブルを起こしたのと、進藤からの告白を重荷に感じ、事務所を退社。母が探し出した地方劇団のお芝居に出演する為に大阪へ。劇団の本心が自分のネームバリュー利用目的である事を知るも、そこでさまざまな影響を受けた事と演技力などが功を奏してロングランとなり、劇団員達とも打ち解ける。千秋楽の日、再会した北原から自主制作の映画のオファーを受け出演。直後に上映に協力した夏目からミュージカルの出演依頼が来た為、演技派女優として再出発を決意するが、自棄になった母を助けようとして負傷。腕に後遺症が残ってしまう。しかし心配する母と風間に「後遺症を感じさせない素晴らしい演技」と夏目が太鼓判を押す。芸能活動が停滞していた時期に風間・北原と共に週刊誌で「あの人は今？」呼ばわりをされた事もある。可愛らしい容姿だが、当初は地味な印象だった。芯の強さを持ち合わせており、はっきりとした態度を取る。
山科恵子
望の母で元女優。現実を直視出来ず、話を盛る癖があり、望に対して自分は大女優だったと言い聞かせたり、恋愛に夢中になり仕事を雑にして逃した大役を「さゆりに横取りされた」　片想いでしかなかった夏目を「恋人同士だったのに裏切られて、さゆりに寝取られた」として結婚式場に乱入し騒ぎを起こし、週刊誌に掲載された事がある。遠山と結婚し望を出産した為に女優を廃業。しかし遠山が亡くなり、貧しい生活を強いらたと夏目家に責任転嫁をして強く憎むと同時に望に過剰な期待をする様になり、ヒステリックな態度を近所の住人に注意されたことがある。夏目と北原のどちらかに付くか悩んでいた望に「夏目にした方がいい」とアドバイス。主演が出来るまでは会わないとして送り出した後、過労が祟って入院。望との再会後に回復するが､望の保護者としてついて回り、進藤の事務所の金を盗んだり、田上プロのタレントを悪く言ったりなどをした為、望が干される原因となる。のちに再会した進藤に守銭奴的な発言をして、暴力を振るった事もあるが、芸能人としてプライドを持って成長してゆく望に心を動かされてゆく。
小森
望の中学の同級生。数少ない望の味方で彼女をいじめる女子達を注意。望の初恋の人で彼女と親しくなり、オーディション後に芸能界入りを反対するが、転校する事になった望から別れを告げられる。成績上位に加え、女生徒に人気がある。
遠山のぼる
望の父でカメラマンだった。夏目の結婚で自棄になっていた恵子と結婚。しかし望が生まれて間もなく癌で死去。「元女優の夫」として週刊誌に小さく掲載された。顔などは出て来ない。
夏目誠士
高名な映画監督で美果の父。相当なやり手で知られ、美果に対しても幼少期からさりげなく芸能人としての心構えを身につけさせていた。若い頃に恵子から片想いされるが、本人にはその気はなくさゆりと結婚。嫉妬した恵子から結婚式場に乱入されるなど嫌がらせをされる。懐の深い性格で望に才能を見いだし、家に住まわせて芸能界を目指させる。しかし彼女が進藤のプロダクションに移籍した事で激怒。同時に美果にも「娘の私より望を評価した」と嫉妬させてしまう。その後、地方公演で高い評価を得て北原の制作した作品に出演した望に再会。上映が出来る様にバックアップをする。恵子と望の気性の激しさを「芸能界では必要な部分」と発言したこともある。その後、美果とＷ主演でのミュージカルの仕事を依頼。望の怪我を心配してやって来た風間、そして恵子に収録した動画を見せ、望の演技力の素晴らしさを説明した。頭を下げることとお世辞が嫌いではっきりした物言いをする。資産家で豪邸に住んでいる。
彼のセリフが芸能界の内情等のガイドライン的役割を担っている。
夏目(島)さゆり
夏目の妻で美果の母。過去には大女優として活躍しており、数年続けて人気女優のナンバーワンに君臨。女優だった頃、収録現場で周囲をもり立てる発言をした事が恵子のセリフで語られる。結婚後に引退し家庭に入る。夫の勧めで家にやって来た望が､恵子の娘と知って良い感情を持たなくなり、風間と親しくする望に嫌味を言い、使用人扱いをしたり当時のスクラップ記事を見せて恵子の本当の姿を知らせたりなど辛辣な行為に出る。
夏目美果
夏目とさゆりのひとり娘で芸能人の多い学校へ通っている黒髪の美少女。父の勧めでオーディションに出場し合格。美形アイドルとして活躍しているが、学校で一般の生徒から特別視されたり、芸能界での足の引っ張り合い・悪口合戦などを見て来ている為、孤独を感じる事も多い。同年代ということで望と親しくなるが、父が目を掛けたとして望に嫉妬。凹ませようと嫌味を言ったり、同情心から「仕事をあげよう」と地方公演に出向いたが、そこで彼女を本当のライバルと認識。その後、自分がテレビでしか通用しない。代表作のないアイドルという事で悩むも、父の勧めで望と共演をした時に、彼女の本心を知って感動。体型維持の為、つま先立ちで歩く癖がある。
北原麻衣
美人女優として芸能界で活躍しており、オーディションを受けた望に付き人を依頼した事がある。不正を快く思わず、本音を口にする面があり望にも様々なアドバイスをおこなう。女優の仕事を好きだったが、元から病弱だった事もあり病気を理由に風間の告白を断って富山へ帰省。まもなく世間から忘れられる。のちに映画制作の夢を抱き、望と風間に声を掛けて制作。病気を理由に出産出来ないのでは？と結婚を諦めていたが、望の励ましで富山での恋人との結婚を決意。映画の成功を見届けて去ってゆく。
風間淳
アクション派の美少年アイドル。オーディション番組で望と知り合い、彼女の気持ちを芸能界に向けさせる一因となる。現役アイドルだった頃に美果と噂が立った事もあるが、本心では北原を好きで、病気で倒れた彼女に告白するが振られてしまう。そして自棄になり、運転中に自爆し負傷。切断は免れたものの足に後遺症が残り、引退を余儀なくされる。しかし実は今までの自身の売り出し方に不満を抱いており、怪我を機に自分が本当に好きな歌の道へ進む事を決意。のちに北原の誘いで映画の音楽を担当。望と惹かれ合うも、思想の違いなどもあり友人以上恋人未満で留まる。望が怪我をした時に一緒に病院に同行。その為に腕の後遺症を見抜いており、撮影中に彼女と口論になるが、実は心配していて夏目に相談に行く。しかしそこで夏目から彼女の素晴らしさを知らされる。
進藤涼作
望をアイドル歌手として売り出したマネージャー。かつては大手プロダクションの社員だったが、大口を叩くなど問題行動が多く解雇同然に退職し、個人事務所を立ち上げる。望に声を掛けて事務所に所属させ売り出したり望が干された後も、彼女を看板タレントとして扱い、新人を拾って来てはデビューさせ、事務所を発展させる等、相当な手腕を持つ。同時に望に心惹かれていた事もあり告白するが去られる。この時に発生したトラブルを注意した事から恵子に逆恨みをされる様になる。のちに望を再び自分の事務所に呼び戻そうとするが、そこで彼女からスタンスと決意を聞かされ感動。「自分の事務所のタレントではなく日本の大女優として一緒に仕事がしたい」と告げる。しかし同時に問題行動が多いとして母親との決別を勧める。胡散臭い印象だが根は悪い人間ではない。長髪で眼鏡を掛けている。
田上プロダクション社長
芸能界に強い力を持つ女性。望を売り出したい進藤に200万円を貸し出し、失敗したら望を自分の事務所へ移籍させる様に話を付け、途中で中傷スキャンダルを週刊誌に流したりした。のちに恵子の態度に激怒し、望に圧力を掛けて潰しにかかり、すべての仕事を奪う。そして進藤に借金の返済を迫った。
高木マリ
美果と同じ学校に通うアイドル歌手。新人賞受賞が噂されたが、翌年には人気急落。学校の前で進藤に嫌味を言われて激怒する。カールした黒髪が特徴。
劇団員の老婆
望に女優としての自覚を持たせた女性。かつては映画にも出演しており、演劇が好きだと言う。セリフなしながらも舞台では強烈なオーラを発していた。娘がひとり、(その娘の子である)孫が3人いると話して聞かせる。
劇団メンバー
男っぽい印象の女優。芸術家としてのプライドを持ち、芝居の客寄せの為に望を出演させる事を快く思わなかったが、彼女の真摯な演技と前向きな態度に圧倒され、打ち解けてゆく。テレビ等を嫌っていたが彼女の影響もあり、受け入れてゆく。

## 書誌情報
- 講談社コミックスなかよし
  1. 初版発行日 1975年5月10日
  2. 初版発行日 1975年12月5日
  3. 初版発行日 1976年5月10日
  4. 初版発行日 1976年10月5日
- 講談社漫画文庫
  1. 2001年2月 ISBN 978-4062609159
  2. 2001年2月 ISBN 978-4062609166
  3. 2001年2月 ISBN 978-4062609173